# Bill McCabe
William Hascott McCabe, detto Bill (Melbourne, 30 agosto 1935 – 16 ottobre 2023), è stato un giocatore di football australiano e pallanuotista australiano.
Ha partecipato, come membro dell'Australia, alle Olimpiadi di Melbourne 1956, partecipando al torneo di pallanuoto.
L'anno successivo ha fatto il suo debutto nella Australian Football League con il North Melbourne e ha collezionato quattro presenze in totale per la sua stagione d'esordio. Nel 1958 il club ebbe una buona stagione e finì al terzo posto, ma McCabe riuscì a mettere insieme solo due partite.